# Reba (série télévisée)
Pour les articles homonymes, voir Reba McEntire.
Reba est une série télévisée américaine en 126 épisodes de 23 minutes créée par Allison M. Gibson et diffusée entre le 5 octobre 2001 et le 5 mai 2006 sur The WB, puis du 19 novembre 2006 au 18 février 2007 sur The CW.
En Suisse, la série a été diffusée sur TSR1 et TSR2. En Belgique, la série a été diffusée sur RTL TVI. Cette série reste néanmoins inédite dans les autres pays francophones.

## Synopsis
La vie de Reba Hart bascule quand elle découvre que son mari Brock Hart la trompe avec une de ses employées, Barbra Jean, qui est tombée enceinte. Cependant, malgré tous ses efforts pour la détester, elle aime Barbra Jean et la considère comme une amie. 
De son côté, Cheyenne, la fille aînée de Reba, est enceinte. Le père de son bébé est Van Montgomery, un joueur de football stupide mais bien intentionné. Comme ses propres parents l'ont expulsé, Van emménage avec eux. Reba a deux autres enfants : Kyra, une adolescente intelligente et rebelle et Jake, un jeune garçon qui essaye de trier le désordre de sa famille. 

## Distribution
- Reba McEntire (VF : Marion Game) : Reba Nell McKinney Hart
- Christopher Rich (VF : Sylvain Lemarié) : Brock Enroll Hart
- Joanna García (VF : Nathalie Homs) : Cheyenne Hart-Montgomery
- Steve Howey (VF : Bruno Choel) : Van Montgomery
- Scarlett Pomers (VF : Caroline Pascal) : Kyra Eleanor Hart
- Mitch Holleman (en) (VF : Alexandre Bouche puis Andrew Godest) : Jacob « Jake » Mitchell Hart
- Melissa Peterman (VF : Chrystelle Labaude) : Barbra Jean Booker Hart

- Version française
Société de doublage : Imagine[2]
Direction artistique : Jean-Pascal Quilichini[2]

Source VF : Doublage Séries Database

## Épisodes
La première saison contient 22 épisodes, et la deuxième saison en compte 24.
Le 25 mars 2003, la série est renouvelée pour une troisième saison de 23 épisodes, diffusée à partir du 12 septembre 2003.
Le 13 mai 2004, la série est renouvelée pour une quatrième saison de 22 épisodes, diffusée à partir du 14 septembre 2004.
Le 15 mai 2005, la série est renouvelée pour une cinquième saison de 22 épisodes, diffusée à partir du 16 septembre 2005.
Le 18 mai 2006 la série est renouvelée pour une sixième saison de treize épisodes, diffusée à partir du 19 novembre 2006.

### Saison 1
1. Vive La Mariée S01E01 - (Pilote)
2. Fini La lune de Miel S01E02 - (The Honeymoon's Over or Now What?)
3. Tout le monde chez le gynéco S01E03 - (Someone's at the Gyno with Reba)
4. Nausées du matin, chagrin S01E04 - (You Make Me Sick)
5. Chaud devant S01E05 - (The Steaks Are High)
6. Quand l'amour frappe à la porte S01E06 - (The Man and the Moon)
7. Convenances et inconvenance S01E07 - (Tea and Antipathy)
8. Histoire et déboires S01E08 - (Don't Know Much About History)
9. Souvenirs, souvenirs S01E09 - (Every Picture Tells a Story)
10. Crédit limité S01E10 - (When Good Credit Goes Bad)
11. Devine qui vient dîner ? S01E11 - (Meet the Parents)
12. Professeur Reba S01E12 - (A Mid-Semester's Night Dream)
13. Un coup décisif S01E13 - (Brock's Swan Song)
14. Le baiser qui tue S01E14 - (The Story of a Divorce)
15. Qu'on en finisse ! S01E15 - (You May Kick the Bride)
16. Vanny Chérie S01E16 - (Vanny Dearest)
17. Futurs Pères S01E17 - (He's Having a Baby)
18. Travailler, c'est trop dur ! S01E18 - (She Works Hard for Their Money)
19. Travail collectif S01E19 - (Labor of Love)
20. Ma Cabane au Texas S01E20 - (The King and I)
21. Les Violons au bal S01E21 - (Up a Treehouse with a Paddle)
22. Tant qu'il y aura des rousses S01E22 - (It Ain't Over till the Red-Head Sings)

### Saison 2
1. Ça s'passe comme ça chez moi S02E01 - House Rules
2. Roulez Jeunesse S02E02 - Skating Away
3. On a sa fierté S02E03 - Proud Reba
4. Au Travail ! S02E04 - Reba Works for Brock
5. Joyeux anniversaire, Jake ! S02E05 - It's Jake's Party, Cry if You Want to
6. L'amour toujours S02E06 - Safe Dating
7. Maman ou presque S02E07 - Mommy Nearest
8. Au Suivant ! S02E08 - Switch
9. Dansons la Capucine Part 1 et 2 S02E09 - Ring-a-Ding
10. Tradition Oblige S02E10 - Cookies for Santa
11. Message familial S02E11 - A Moment in Time
12. Le Choix S02E12 - The Vasectomy
13. Bagues de fiançailles S02E13 - The Rings
14. La Rousse voit Rouge S02E14 - Seeing Red
15. Terry Holliway S02E15 - Terry Holliway
16. S02E16 - Valentine's Day
17. S02E17 - The Feud
18. Super Grand-Mère S02E18 - And the Grammy Goes to...
19. S02E19 - The Wall
20. Meilleure défense S02E20 - The Best Defense
21. Association de Bienfaiteurs S02E21 - For Sale, Cheap
22. Partira, partir pas Part 1 S02E22 - The Will
23. Chez moi ou chez toi S02E23 - Location, Location, Location
24. Kyra s'en va Part 1 S02E24 - Your Place or Mine?

### Saison 3
1. Kyra s'en va Part 2 S03E01 - She's Leaving Home, Bye Bye
2. Guerre et paix S03E02 - War and Peace
3. Tel père telle fille S03E03 - The Best and the Blondest
4. Leçon d'espionnage S03E04 - Spies Like Reba
5. Règlements de compte S03E05 - Calling the Pot Brock
6. Garde partagéesS03E06 - Encounters
7. L'étoffe des vainqueurs S03E07 - The Ghost and Mrs. Hart
8. Â dire vrai S03E08 - The Cat's Meow
9. S03E09 - Regarding Henry
10. S03E10 - The Great Race
11. S03E11 - All Growed Up
12. S03E12 - The United Front
13. S03E13 - To Tell You the Truth
14. La Crise de la quarantaine S03E14 - Brock's Mulligan
15. Ah Si j'avais su S03E15 - The Shirt Off My Back
16. Jamais sans ma sœur S03E16 - Sister Act
17. Partir ou subir S03E17 - Fight or Flight
18. Quelle famille ! S03E18 - The Big Fix-Up
19. Terry le retour S03E19 - The Good Girl
20. Touche pas à ma voiture sS03E20 - Happy Pills
21. Soirée entre filles S03E21 - Girl's Night Out
22. Gros plan sur la famille S03E22 - Core Focus

### Saison 4
1. Tout comme Reba S04E01 - The Accidental Role Model
2. Intuition maternelle S04E02 - Mother's Intuition
3. La théorie des deux filles S04E03 - The Two Girl Theory
4. L'agent de Van S04E04 - Van's Agent
5. Surprise ! S04E05 - Surprise
6. Thérapie de couple S04E06 - Couples' Therapy
7. Le Choix de Brock S04E07 - All Fore One
8. Bonjour, je m'en vais S04E08 - Hello, I Must Be Going
9. Dinner de dindes S04E09 - Thanksgiving
10. Rendez-vous sous surveillance S04E10 - No Boys Upstairs
11. Van Cigale ou fourmi S04E11 - Diamond Jim Brady
12. Reba et la nounou S04E12 - Reba And The Nanny
13. Rivales un jour, rivales toujours S04E13 - Date Of Mirth
14. Reba agent immobilier S04E14 - Reba The Realtor
15. Des fleurs pour Van S04E15 - Flowers For Van
16. L'assassin est parmi nous S04E16 - Who Killed Brock?
17. Le testament S04E17 - The Pageant of Grandmas
18. S04E18 - Reba's Rules of Real Estate
19. S04E19 - Driving Miss Kyra
20. S04E20 - Go Far
21. Recherche assistant S04E21 - Help Wanted
22. Bonjour, je m'appelle CheyenneS04E22 - Hello, My Name is Cheyenne

### Saison 5
S05E01 - Where There's Smoke
Reba and The OneS05E02 - Reba and The One
As IsS05E03 - As Is
And God Created VanS05E04 - And God Created Van
No Good DeedS05E05 - No Good Deed
Best Li'l Haunted House in TexasS05E06 - Best Li'l Haunted House in Texas
Have Your CakeS05E07 - Have Your Cake
Grannies Gone WildS05E08 - Grannies Gone Wild
InvasionS05E09 - Invasion
IssuesS05E10 - Issues
Brock's Got StonesS05E11 - Brock's Got Stones
Parenting with PuppetsS05E12 - Parenting with Puppets
Don't Mess with TaxesS05E13 - Don't Mess with Taxes
The Goodbye GuyS05E14 - The Goodbye Guy
Money BluesS05E15 - Money Blues
The Trouble with Dr. HunkyS05E16 - The Trouble with Dr. Hunky
Reba The LandlordS05E17 - Reba The Landlord
The Blonde Leading the BlindS05E18 - The Blonde Leading the Blind
Here We Go AgainS05E19 - Here We Go Again
Red AlertS05E20 - Red Alert
Two Weddings and a FuneralS05E21 - Two Weddings and a Funeral
Reba's HeartS05E22 - Reba's Heart

### Saison 6
S06E01 - Let's Get Physical
Just BusinessS06E02 - Just Business
Trading SpacesS06E03 - Trading Spaces
Roll With ItS06E04 - Roll With It
The Break-UpS06E05 - The Break-Up
Sweet Child O' MineS06E06 - Sweet Child O' Mine
Locked and LoadedS06E07 - Locked and Loaded
As We Forgive Those...S06E08 - As We Forgive Those...
Bullets Over BrockS06E09 - Bullets Over Brock
Cheyenne's RivalS06E10 - Cheyenne's Rival
She's With The BandS06E11 - She's With The Band
The HousewarmingS06E12 - The Housewarming
The Kids are AlrightS06E13 - The Kids are Alright